# UCI-Mountainbike-Weltcup 2016
Beim UCI-Mountainbike-Weltcup 2016 wurden durch die Union Cycliste Internationale Weltcup-Sieger in den Disziplinen Cross-Country (olympisch) und Downhill ermittelt.
Im Cross Country (olympisch) XCO wurden sechs Wettbewerbe ausgetragen, im Downhill DHI sieben Rennen.

## Cross-Country

### Frauen Elite
| Rnd | Datum        | Ort              | Erste             | Zweite            | Dritte            |
| --- | ------------ | ---------------- | ----------------- | ----------------- | ----------------- |
| 1   | 24. April    | Cairns           | Annika Langvad    | Linda Indergand   | Rebecca Henderson |
| 2   | 22. Mai      | Albstadt         | Annika Langvad    | Jenny Rissveds    | Catharine Pendrel |
| 3   | 29. Mai      | La Bresse        | Jolanda Neff      | Catharine Pendrel | Emily Batty       |
| 4   | 10. Juli     | Lenzerheide      | Jenny Rissveds    | Annika Langvad    | Jolanda Neff      |
| 5   | 7. August    | Mont Sainte-Anne | Catharine Pendrel | Gunn-Rita Dahle   | Emily Batty       |
| 6   | 4. September | Vallnord         | Jolanda Neff      | Gunn-Rita Dahle   | Catharine Pendrel |

Gesamtwertung
| Platz | Name              | Punkte |
| ----- | ----------------- | ------ |
| 1.    | Catharine Pendrel | 1030   |
| 2.    | Annika Langvad    | 1006   |
| 3.    | Emily Batty       | 710    |
| 4.    | Jenny Rissveds    | 700    |
| 5.    | Gunn-Rita Dahle   | 694    |
| 6.    | Jolanda Neff      | 660    |

### Männer Elite
| Rnd | Datum        | Ort              | Erster         | Zweiter         | Dritter               |
| --- | ------------ | ---------------- | -------------- | --------------- | --------------------- |
| 1   | 24. April    | Cairns           | Nino Schurter  | Maxime Marotte  | Julien Absalon        |
| 2   | 22. Mai      | Albstadt         | Nino Schurter  | Julien Absalon  | Maxime Marotte        |
| 3   | 29. Mai      | La Bresse        | Julien Absalon | Maxime Marotte  | Victor Koretzky       |
| 4   | 10. Juli     | Lenzerheide      | Nino Schurter  | Julien Absalon  | Maxime Marotte        |
| 5   | 7. August    | Mont Sainte-Anne | Julien Absalon | Victor Koretzky | Mathias Flückiger     |
| 6   | 4. September | Vallnord         | Julien Absalon | Ondřej Cink     | Pablo Rodríguez Guede |

Gesamtwertung
| Platz | Name                | Punkte |
| ----- | ------------------- | ------ |
| 1.    | Julien Absalon      | 1310   |
| 2.    | Nino Schurter       | 980    |
| 3.    | Maxime Marotte      | 948    |
| 4.    | Victor Koretzky     | 596    |
| 5.    | Mathias Flückiger   | 563    |
| 6.    | Matthias Stirnemann | 550    |

### Frauen U23
| Rnd | Datum        | Ort              | Erste         | Zweite           | Dritte          |
| --- | ------------ | ---------------- | ------------- | ---------------- | --------------- |
| 1   | 24. April    | Cairns           | Kate Courtney | Catherine Fleury | Olga Terentyeva |
| 2   | 22. Mai      | Albstadt         | Sina Frei     | Evie Richards    | Anne Tauber     |
| 3   | 28. Mai      | La Bresse        | Sina Frei     | Evie Richards    | Anne Tauber     |
| 4   | 10. Juli     | Lenzerheide      | Sina Frei     | Kate Courtney    | Anne Tauber     |
| 5   | 7. August    | Mont Sainte-Anne | Sina Frei     | Anne Tauber      | Chiara Teocchi  |
| 6   | 4. September | Vallnord         | Sina Frei     | Anne Tauber      | Nicole Koller   |

Gesamtwertung
| Platz | Name          | Punkte |
| ----- | ------------- | ------ |
| 1.    | Sina Frei     | 450    |
| 2.    | Kate Courtney | 330    |
| 3.    | Anne Tauber   | 320    |
| 4.    | Evie Richards | 191    |
| 5.    | Nicole Koller | 187    |

### Männer U23
| Rnd | Datum        | Ort              | Erster          | Zweiter           | Dritter         |
| --- | ------------ | ---------------- | --------------- | ----------------- | --------------- |
| 1   | 24. April    | Cairns           | Samuel Gaze     | Romain Seigle     | Titouan Carod   |
| 2   | 22. Mai      | Albstadt         | Samuel Gaze     | Titouan Carod     | Marcel Guerrini |
| 3   | 29. Mai      | La Bresse        | Titouan Carod   | Romain Seigle     | Samuel Gaze     |
| 4   | 10. Juli     | Lenzerheide      | Titouan Carod   | Simon Andreassen  | Samuel Gaze     |
| 5   | 7. August    | Mont Sainte-Anne | Titouan Carod   | Antoine Bouqueret | Lukas Baum      |
| 6   | 4. September | Vallnord         | Marcel Guerrini | Simon Andreassen  | Titouan Carod   |

Gesamtwertung
| Platz | Name              | Punkte |
| ----- | ----------------- | ------ |
| 1.    | Titouan Carod     | 460    |
| 2.    | Samuel Gaze       | 300    |
| 3.    | Marcel Guerrini   | 235    |
| 4.    | Simon Andreassen  | 230    |
| 5.    | Antoine Bouqueret | 198    |

## Downhill

### Frauen Elite
| Rnd | Datum        | Ort              | Erste           | Zweite          | Dritte          |
| --- | ------------ | ---------------- | --------------- | --------------- | --------------- |
| 1   | 10. April    | Lourdes          | Rachel Atherton | Tahnée Seagrave | Manon Carpenter |
| 2   | 23. April    | Cairns           | Rachel Atherton | Tracey Hannah   | Manon Carpenter |
| 3   | 5. Juni      | Fort William     | Rachel Atherton | Tracey Hannah   | Manon Carpenter |
| 4   | 12. Juni     | Leogang          | Rachel Atherton | Tahnée Seagrave | Miranda Miller  |
| 5   | 9. Juli      | Lenzerheide      | Rachel Atherton | Tahnée Seagrave | Myriam Nicole   |
| 6   | 6. August    | Mont Sainte-Anne | Rachel Atherton | Tracey Hannah   | Tahnée Seagrave |
| 7   | 3. September | Vallnord         | Rachel Atherton | Tracey Hannah   | Myriam Nicole   |

Gesamtwertung
| Platz | Name                | Punkte |
| ----- | ------------------- | ------ |
| 1.    | Rachel Atherton     | 1700   |
| 2.    | Manon Carpenter     | 1140   |
| 3.    | Tracey Hannah       | 1130   |
| 4.    | Tahnée Seagrave     | 1015   |
| 5.    | Emilie Siegenthaler | 630    |
| 6.    | Morgane Charre      | 590    |

### Männer Elite
| Rnd | Datum        | Ort              | Erster       | Zweiter       | Dritter        |
| --- | ------------ | ---------------- | ------------ | ------------- | -------------- |
| 1   | 10. April    | Lourdes          | Aaron Gwin   | Steve Smith   | Danny Hart     |
| 2   | 23. April    | Cairns           | Loïc Bruni   | Troy Brosnan  | Michael Hannah |
| 3   | 5. Juni      | Fort William     | Greg Minnaar | Aaron Gwin    | Danny Hart     |
| 4   | 12. Juni     | Leogang          | Aaron Gwin   | Loris Vergier | Troy Brosnan   |
| 5   | 9. Juli      | Lenzerheide      | Danny Hart   | Aaron Gwin    | Greg Minnaar   |
| 6   | 6. August    | Mont Sainte-Anne | Danny Hart   | Aaron Gwin    | Loïc Bruni     |
| 7   | 3. September | Vallnord         | Danny Hart   | Greg Minnaar  | Loïc Bruni     |

Gesamtwertung
| Platz | Name          | Punkte |
| ----- | ------------- | ------ |
| 1.    | Aaron Gwin    | 1252   |
| 2.    | Danny Hart    | 1226   |
| 3.    | Troy Brosnan  | 1031   |
| 4.    | Greg Minnaar  | 927    |
| 5.    | Connor Fearon | 664    |
| 6.    | Loïc Bruni    | 638    |

### Junioren
| Rnd | Datum        | Ort              | Erster       | Zweiter      | Dritter            |
| --- | ------------ | ---------------- | ------------ | ------------ | ------------------ |
| 1   | 10. April    | Lourdes          | Finnley Iles | Matt Walker  | Nikolas Nestoroff  |
| 2   | 23. April    | Cairns           | Matt Walker  | Remy Morton  | Harry Bush         |
| 3   | 5. Juni      | Fort William     | Finnley Iles | Gaëtan Vigé  | Jackson Frew       |
| 4   | 12. Juni     | Leogang          | Gaëtan Vigé  | Finnley Iles | Sylvain Cougoureux |
| 5   | 9. Juli      | Lenzerheide      | Finnley Iles | Elliott Heap | Gaëtan Vigé        |
| 6   | 6. August    | Mont Sainte-Anne | Gaëtan Vigé  | Finnley Iles | Elliott Heap       |
| 7   | 3. September | Vallnord         | Gaëtan Vigé  | Finnley Iles | Elliott Heap       |

Gesamtwertung
| Platz | Name              | Punkte |
| ----- | ----------------- | ------ |
| 1.    | Finnley Iles      | 300    |
| 2.    | Gaëtan Vigé       | 285    |
| 3.    | Elliott Heap      | 170    |
| 4.    | Matt Walker       | 120    |
| 5.    | Nikolas Nestoroff | 111    |